# Сульгостув
Сульгостув (пол. Sulgostów) — село в Польщі, у гміні Кльвув Пшисуського повіту Мазовецького воєводства.
Населення — 259 осіб (2011).
У 1975-1998 роках село належало до Радомського воєводства.

## Демографія
Демографічна структура станом на 31 березня 2011 року:
|          | Загалом | Допрацездатний вік | Працездатний вік | Постпрацездатний вік |
| -------- | ------- | ------------------ | ---------------- | -------------------- |
| Чоловіки | 129     | 25                 | 90               | 14                   |
| Жінки    | 130     | 29                 | 65               | 36                   |
| Разом    | 259     | 54                 | 155              | 50                   |